# Bruno Ziauddin
Bruno Ziauddin (* 1965 in Zürich) ist ein Schweizer Journalist und Autor. Seit 2022 ist er Chefredaktor vom Magazin.

## Leben
Bruno Ziauddin ist der Sohn eines indischen Ingenieurs und einer Schweizer Krankenpflegerin. Er wuchs in Zürich auf und studierte in London Politik, Geschichte und Volkswirtschaft. Er ist schweizerisch-britischer Doppelbürger.
Ziauddin war als Redaktor und Autor für verschiedene Titel tätig, unter anderem für das St. Galler Tagblatt, die Wochenendbeilage Das Magazin sowie das Süddeutsche Zeitung Magazin. Von 2002 bis 2008 war er beim Wochenmagazin Die Weltwoche beschäftigt, erst in der Chefredaktion und später als Autor.  Ab Sommer 2009 bekleidete er bei der Frauenzeitschrift Annabelle die Position des Textchefs und des stellvertretenden Chefredaktors. Anfang 2015 wechselte er zurück zum Magazin. Dort war er zunächst als stellvertretender Chefredaktor tätig, seit Sommer 2022 ist er Chefredaktor in Nachfolge von Finn Canonica. Ziauddin wirkt zudem als Dozent für das MAZ – Institut für Journalismus und Kommunikation in Luzern.
Zu seinen Buchveröffentlichungen gehören der Bestseller Grüezi Gummihälse, ein satirisches Sachbuch, und die autobiographische Familienerzählung Curry-Connection (beide bei Rowohlt erschienen) sowie der Roman Bad News, in dem er seine Erfahrungen bei der Weltwoche verarbeitete. Zuletzt erschien seine Essaysammlung Woher kommst du? – Identitätsfragen und andere Zumutungen.

## Werke
- Grüezi Gummihälse. Warum uns die Deutschen manchmal auf die Nerven gehen. Rowohlt Taschenbuch, Reinbek 2008, ISBN 978-3-499-62403-2.
- Curry-Connection – Wie ich zu fünf Tanten, 34 Cousins und einem neuen Namen kam. Rowohlt Taschenbuch, Reinbek 2010, ISBN 978-3-499-62548-0.
- Bad News. Nagel und Kimche Verlag, Zürich 2016, ISBN 978-3-312-00690-8.
- Woher kommst du? Identitätsfragen und andere Zumutungen. essais agités, Zürich 2021, ISBN 978-3-038-53992-6.

## Auszeichnungen
- 1997: Zürcher Journalistenpreis[11]
- 2007: Zürcher Journalistenpreis für den Artikel Das Beste zum Schluss in Die Weltwoche[12]
- 2008: Reporter des Jahres[6]